# The Eagle (bar)

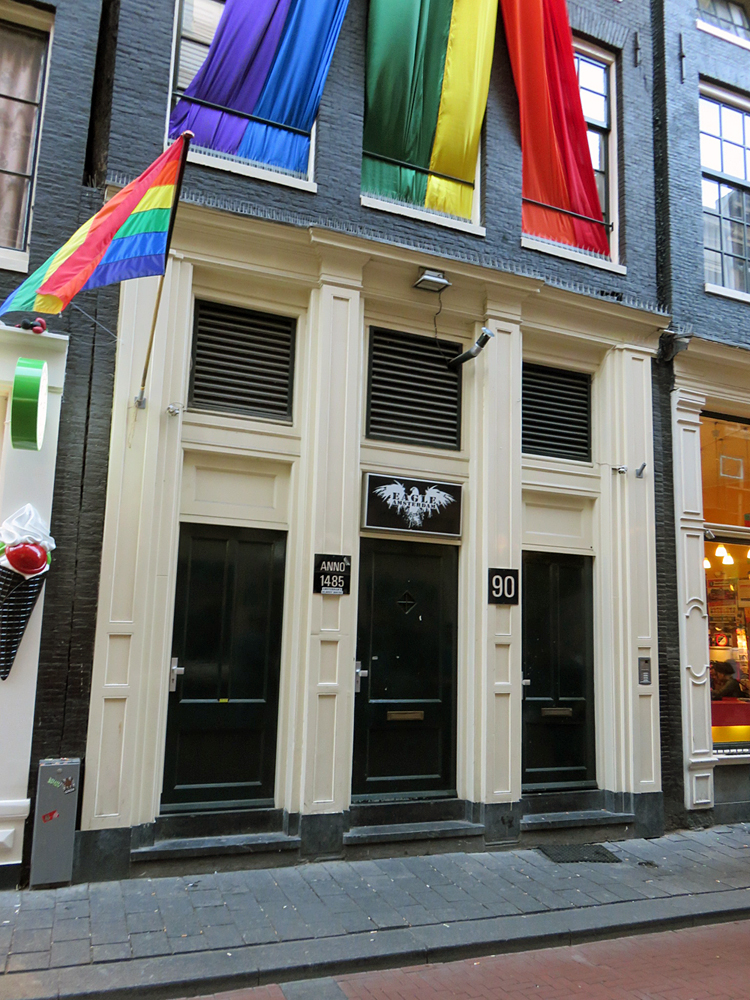
Warmoesstraat 90, waar Eagle Amsterdam sinds 1994 gevestigd is, hier tijdens de Amsterdam Gay Pride van 2015.

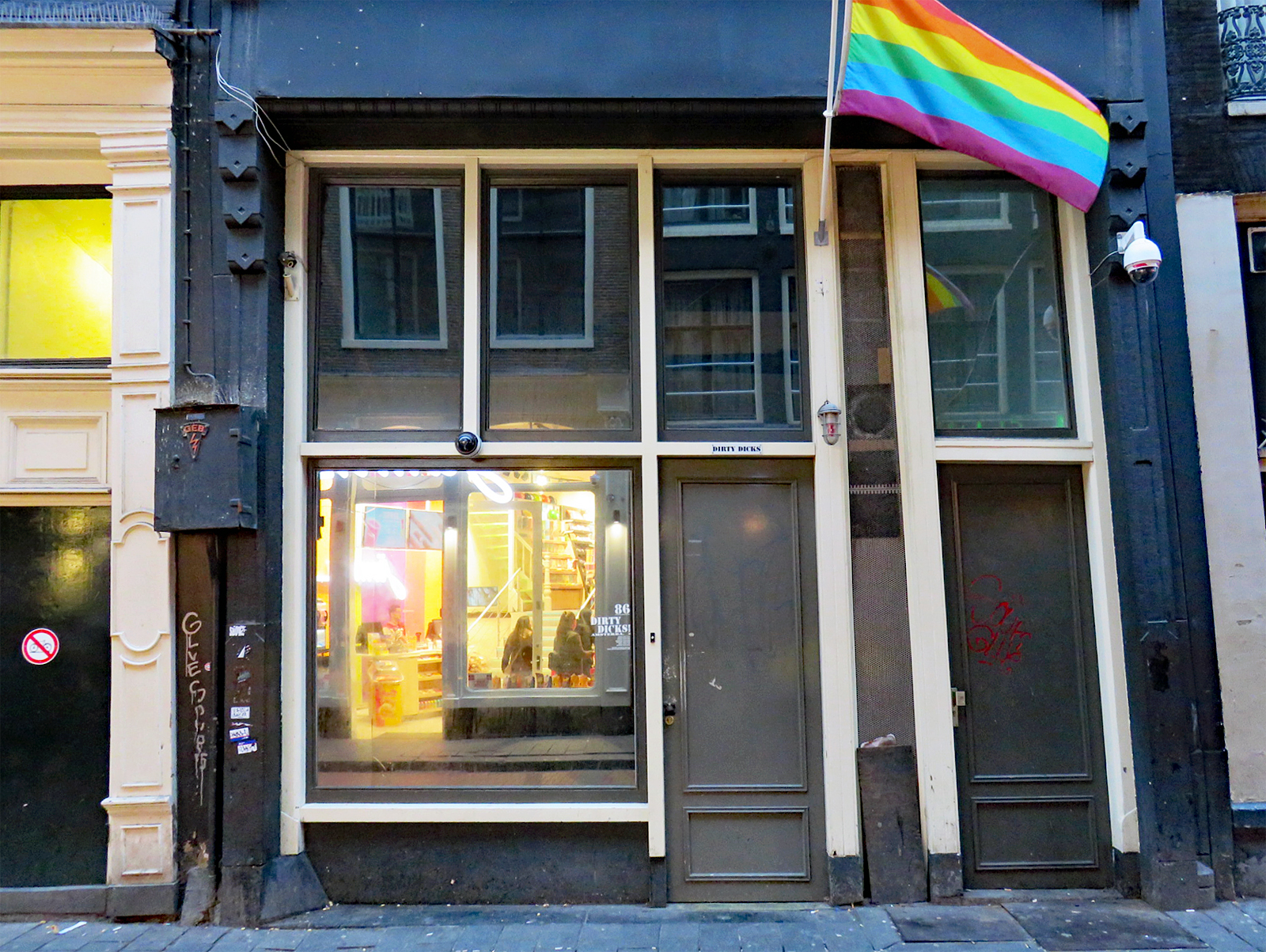
Dirty Dicks aan de Warmoesstraat 86, het pand waar van 1979 t/m 1994 The Eagle gevestigd was.

Eagle Amsterdam (ook bekend als The Eagle) is een homobar/club aan de Warmoesstraat 90 in de binnenstad van Amsterdam. De zaak begon in 1979 als leer- en cruisebar aan de Warmoesstraat 86 en werd in 1994 verplaatst naar de huidige locatie, waarna op het oude adres een vergelijkbare bar genaamd Dirty Dicks kwam.

## Geschiedenis
De subcultuur van homoseksuele mannen met een leerfetisj had medio jaren vijftig zijn intrede gedaan in de Warmoesstraat met de opening van Hotel Tiemersma. Als een dependance daarvan werd in 1965 de leerbar Argos in de Heintjehoeksteeg geopend, die in 1978 naar de Warmoesstraat 95 verplaatst werd. 
Schuin daartegenover, aan de Warmoesstraat 86, opende de oorspronkelijk uit Hilversum afkomstige Paul Wierks op 4 oktober 1979 een bar onder de naam The Eagle. Deze naam ontleende hij aan de befaamde leerbar The Eagle's Nest in New York, een naam die ook ongeveer 50 andere leerbars in de wereld droegen of nog dragen. 
The Eagle was aanvankelijk niet heel druk bezocht, maar vanaf 1984 werd de leerbar steeds populairder. In 1989 kocht Wierks een naastgelegen pand aan de Warmoesstraat 90, waar hij na een moeizame en langdurige renovatie in 1994 de nieuwe Eagle opende. De zaak in het oude pand doopte hij om tot Dirty Dicks, naar een bar die hij tijdens een reis op Korfoe gezien had. Bezoekers konden sindsdien makkelijk tussen de drie leerbars heen en weer lopen.
In de Eagle konden bezoekers seks met elkaar hebben, maar er was ook een biljarttafel en er waren regelmatig optredens van bezoekers die dan acts gaven gebaseerd op musicals als de Rocky Horror Picture Show en Chicago. Ook populair was de "La Mamma Morta"-scene uit Andrea Chénier.

## Sluiting en doorstart
Paul Wierks overleed onverwachts op 27 november 2010 tijdens een vakantie in Florida. Vervolgens brak op 3 december brand uit in zijn appartement boven The Eagle, waarna de zaak wegens de roet- en waterschade gesloten werd. Dirty Dicks sloot per 1 januari 2011. Omdat eerder dat jaar ook alle grote homozaken in de Reguliersdwarsstraat al dicht moesten wegens het faillissement van eigenaar Sjoerd Kooistra, werd 2010 als een rampjaar voor de Amsterdamse homohoreca gezien. 
De twee leerbars in de Warmoesstraat werden door een nieuwe eigenaar overgenomen: deze heropende Dirty Dicks in juli 2011 en The Eagle op 18 juli 2012. Bij die gelegenheid werd de naam gewijzigd naar Eagle Amsterdam, iets dat ook door buitenlandse Eagle-bars werd overgenomen, zoals Eagle New York en Eagle London.
De nieuwe bedrijfsleider werd Michael Roks, die beide zaken moderniseerde en daarnaast in 2013 het initiatief nam voor de eerste Fetish Pride en een jaar later de eerste Bear Pride in Amsterdam organiseerde. In 2015 nam hij ook de organisatie van de Amsterdam Leather Pride over, die sinds 1996 elk jaar in en rond de leer- en cruisezaken van de hoofdstad gehouden wordt.
Tijdens de verbouwing van The Eagle werd in juni 2012 bij nader bouwhistorisch onderzoek geconstateerd dat het houtskelet al van rond 1485 dateert, waarmee dit het oudste nog bestaande houten huis van Amsterdam is.